# Les Dents de Scie
Pour les articles homonymes, voir Dents de scie.

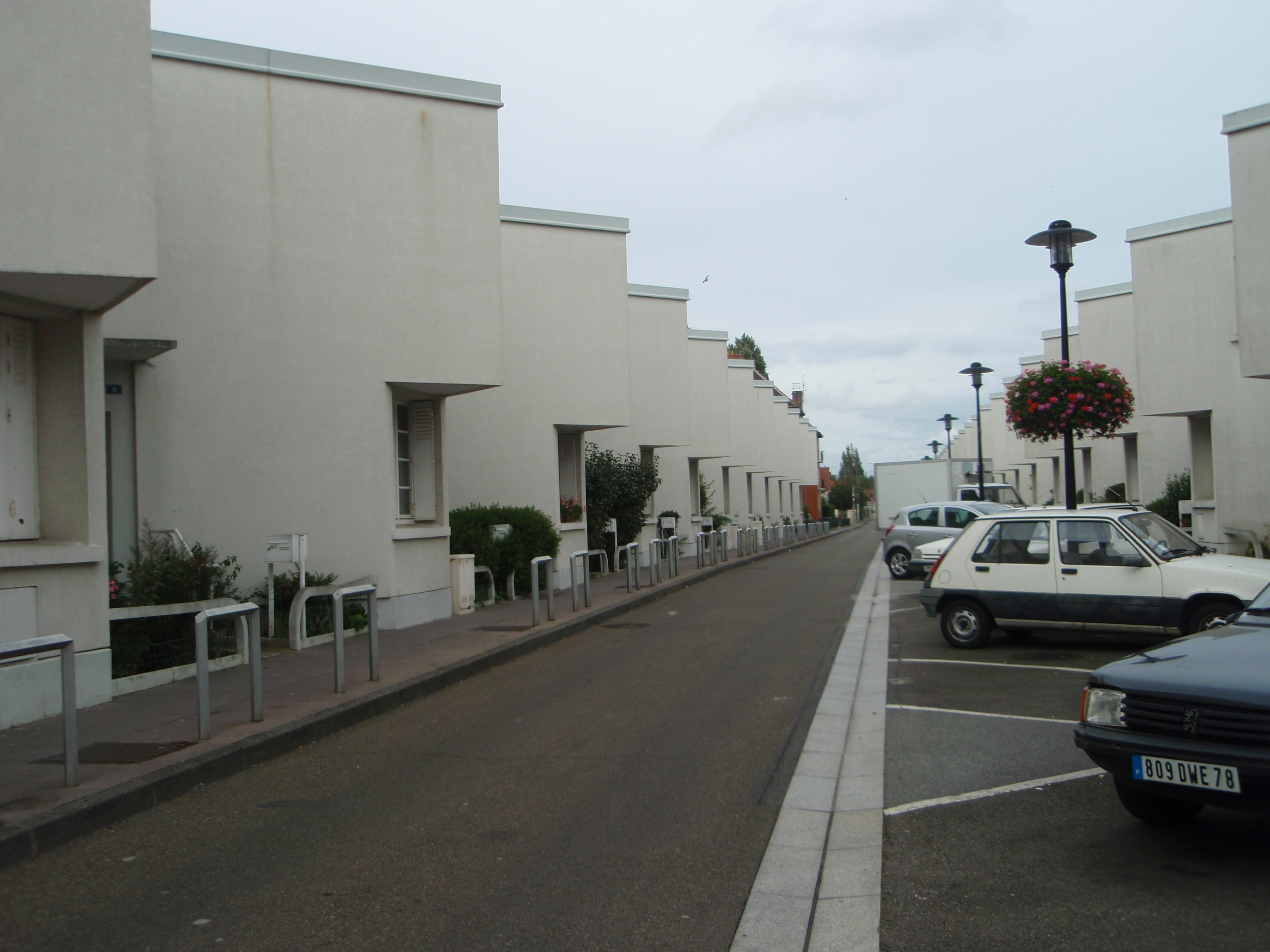

Les Dents de Scie sont une cité ouvrière construite en 1931 à Trappes dans les Yvelines. Cet ensemble de quarante logements est situé aux 6 à 60 et 5 à 27, avenue Marceau à Trappes.

## Histoire

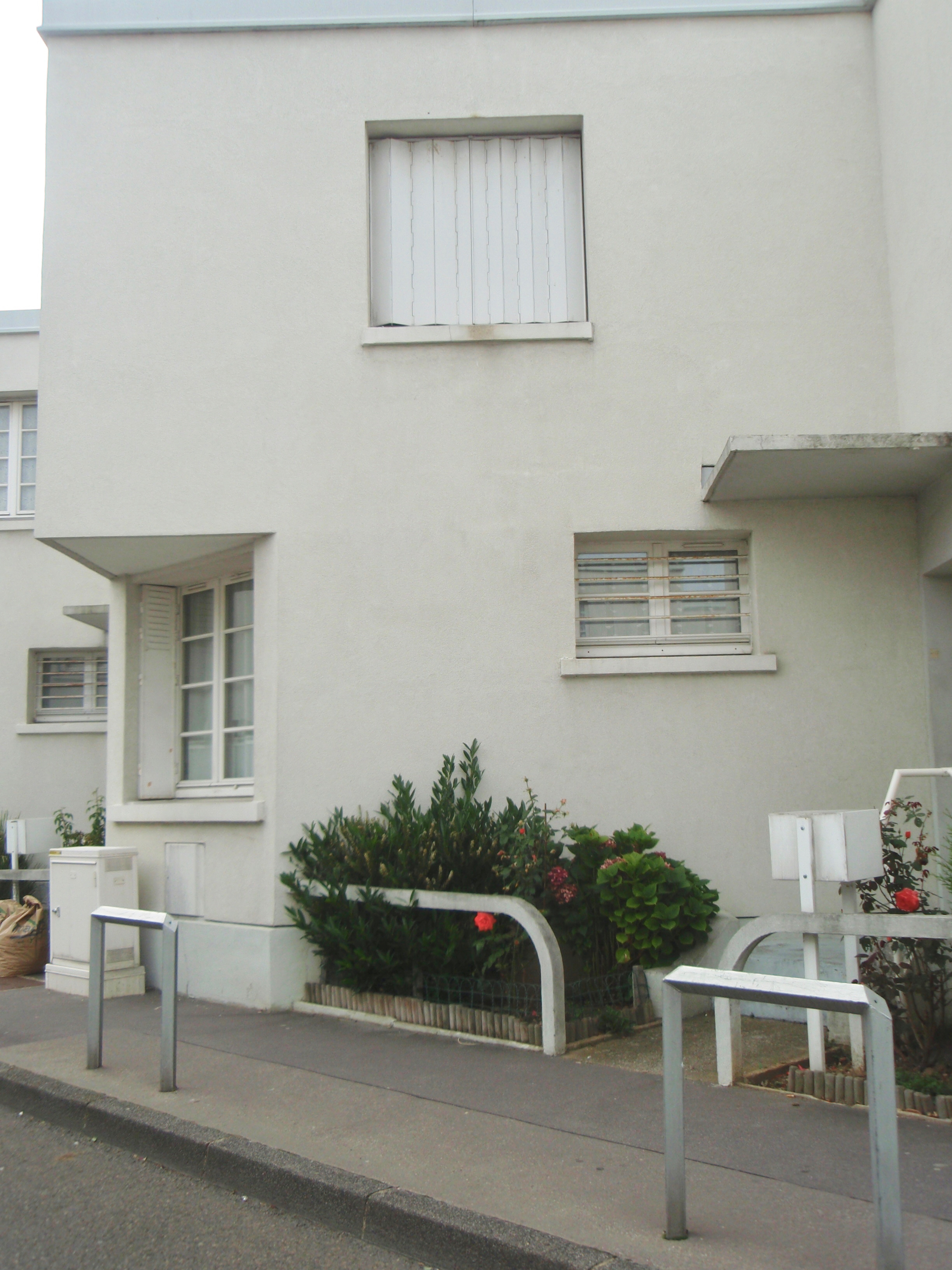

Après la Première Guerre mondiale, le recrutement de la main d'œuvre, employée pour construire et aménager les infrastructures ferroviaires, implique l'implantation durable des ouvriers et de leurs familles. Raoul Dautry, ingénieur polytechnicien, directeur du réseau du Chemin de Fer du Nord en 1921, puis du réseau de l'Ouest en 1928, est à l'initiative des cités ouvrières destinées aux cheminots. 
Le 13 juillet 1928 est votée la loi Loucheur sur l'habitat social. La loi prévoyait notamment  le financement de la construction de 200 000 logements "habitations bon marché" et de 60 000 logements à loyer moyen. Ces logements sociaux devaient être certes fonctionnels mais aussi agréables à vivre. Dès 1924 et jusqu'en 1935, l'office public d'HBM de Seine-et-Oise finance la réalisation de plusieurs programmes de cités-jardins.   
C'est dans cet esprit que la cité ouvrière « Les Dents de Scie » a été conçue par Henry Gutton (architecte et ingénieur) et André Gutton (architecte), son fils. Les quarante pavillons accolés ont été implantés à proximité de la gare de Trappes car ils étaient destinés aux cheminots de la Compagnie des chemins de fer de l'État. Les logements sont individuels abritant chacun un quatre pièces de 66 m2 sur un sous-sol semi enterré, avec un jardin privatif accessible par l'intérieur.
La mobilisation des habitants et de la commune a permis leur réhabilitation au lieu de la destruction envisagée initialement,.
Ces logements sont inscrits à l'inventaire supplémentaire des monuments historiques depuis le 30 décembre 1992, grâce aux demandes de l'amicale des locataires de la cité et de la commune. Ce classement concerne les façades et les toitures de tous les pavillons ainsi que leur jardin privatif.
Cette inscription a permis une réhabilitation des bâtiments en 1997 par, l'architecte Antoine Grumbach, des bâtiments universitaires de Guyancourt.
Le propriétaire actuel est l'Office public interdépartemental Essonne Val-d'Oise Yvelines.
Ses habitants
« La cité s'impose très tôt par le caractère de la population qu'elle abrite. Les familles d'ouvriers regroupées sur quelques centaines de mètres, font preuve dès leur installation de soutien mutuel qui resserre les liens quotidiens. À l'origine, le chef de famille, l'ouvrier cheminot et sa famille vivent au rythme de son corps de métier ».    
En 1996, il y avait, encore, treize résidents d'origine.

## Architecture
Sa conception est issue de la condition de vie de la main d'œuvre ouvrière. 
Les architectes se sont inspirés des réalisations allemandes qui appliquent les théories de l'« habitat minimum » et du Mouvement hygiéniste. Il s'agit de donner aux habitants le confort moderne dans des espaces fonctionnels. Chaque pavillon possède un jardin, des points d'eau, une buanderie...  
Les pavillons sont implantés à 45° le long d'une voie publique expliquant le nom de la cité « Les dents de scies ».
Les constructions étaient initialement en briques, elles ont été habillées de plaques enduites en 1938. Les trois pavillons détruits pendant les bombardements de la dernière guerre ont été reconstruits en béton.

Logo du label « Patrimoine du XXe siècle ».

« La cité des Dents-de-Scie reprend quelques points architecturaux énoncés par Le Corbusier dans l'Art Moderne : le toit terrasse, le pilotis - traduit ici par l'angle saillant évidé dans sa moitié qui libère l'espace au sol et par le porche d'entrée -, la façade libre sans poutre ni pilier ».
L'architecte André Gutton a été invité par la municipalité de Trappes pour la fête de l'inscription de la cité au titre des monuments historiques.
Le Label « Patrimoine du XXe siècle » a été attribué à la cité par le ministère de la culture.

## Dans les productions artistiques
- En 2012, la cité-jardin sert de cadre au dernier rendez-vous de monsieur Oscar, dans le film Holy Motors de Leos Carax.
- En 2014, pour le tournage d'une séquence de Trepalium, une ambitieuse série d'anticipation ancrée dans le réel, pour la chaîne de télévision Arte.
- La cité apparaît également dans le film Adieu les cons (2020) de Albert Dupontel[13], en tant que lieu d'habitation de Bastien, le fils de Suze Trappet.